# سامانتا اسمیت (تنیس‌باز)
سامانتا اسمیت (انگلیسی: Samantha Smith؛ زاده ۲۷ نوامبر ۱۹۷۱) یک تنیس‌باز اهل بریتانیا است.